# Cesare Maria De Vecchi
Cesare Maria Luigi De Vecchi, I conte di Val Cismon (all’anagrafe originariamente come Devecchi; Casale Monferrato, 14 novembre 1884 – Roma, 23 giugno 1959), è stato un generale, politico e diplomatico italiano.
È stato quadrumviro della marcia su Roma e Ministro dell'educazione nazionale, esponente di punta dell'ala "moderata", cattolica e monarchica del regime, e per questo interlocutore preferito del fascismo col Vaticano e Casa Savoia.

## Biografia
Nato il 14 novembre 1884 da Luigi, di professione notaio e Teodolinda Buzzoni, benestante, si laurea in giurisprudenza nel 1906 e in Lettere e Filosofia nel 1908, fu pubblicista e avvocato di successo a Torino: partecipò alla vita culturale della città assumendo per due volte la carica di segretario della Società Promotrice delle Belle Arti di Torino. Schierato sul fronte interventista, prese parte a tutta la prima guerra mondiale fin dal primo giorno, essendo già sotto le armi come sottotenente, arrivando al grado di capitano di artiglieria nel 9° raggruppamento bombarde. Al suo ritorno dal fronte, nel settembre 1919 aderì al fascio di combattimento di Torino, di cui rappresentò la corrente monarchica e moderata..
Nelle Elezioni politiche del 1919 fu candidato nel Collegio di Torino per il Partito Monarchico Liberale, alleanza tra liberali di destra (PLDI), nazionalisti e liberali indipendenti senza essere eletto.

### Parlamentare e quadrumviro
Presidente degli ex-combattenti torinesi, il 15 maggio 1921 venne eletto deputato alla Camera nel collegio di Torino nel Blocco della vittoria; monarchico, aderì al gruppo fascista di cui fu nominato vicesegretario senior, essendone presidente Mussolini e vicesegretario junior Costanzo Ciano. 
Comandante delle squadre d'azione torinesi, guidò numerose spedizioni punitive in varie province piemontesi e in Valle d'Aosta. Il 6 marzo 1921 rimase ferito grevemente in uno scontro a fuoco vicino a Casale Monferrato. Nel luglio 1922, prendendo come pretesto uno scontro a fuoco dov'era stato ucciso un fascista, De Vecchi lanciò una serie di operazioni squadristiche in tutta la provincia di Novara volte ad annientare le rimanenti organizzazioni social-comuniste. Tra il 9 ed il 25 luglio, vari centri del novarese, compreso il capoluogo, furono così investiti dalla violenza fascista che si manifestò in omicidi, ferimenti, distruzioni e saccheggi. De Vecchi, a capo di un Comitato segreto d'azione composto di sei dirigenti fascisti del luogo, mantenne una linea oltranzista, rifiutando ogni tentativo di mediazione. Al termine delle operazioni si contarono 8 morti e 25 feriti tra gli antifascisti più una cinquantina di sedi di istituzioni popolari distrutte e quaranta amministrazioni comunali assaltate. I fascisti lamentarono invece 3 morti e oltre 15 feriti.
Durante la marcia su Roma fu uno dei quadrumviri, anche se aveva chiesto un rinvio di un mese ed era stato sostenitore di un governo Salandra con la partecipazione dei fascisti.

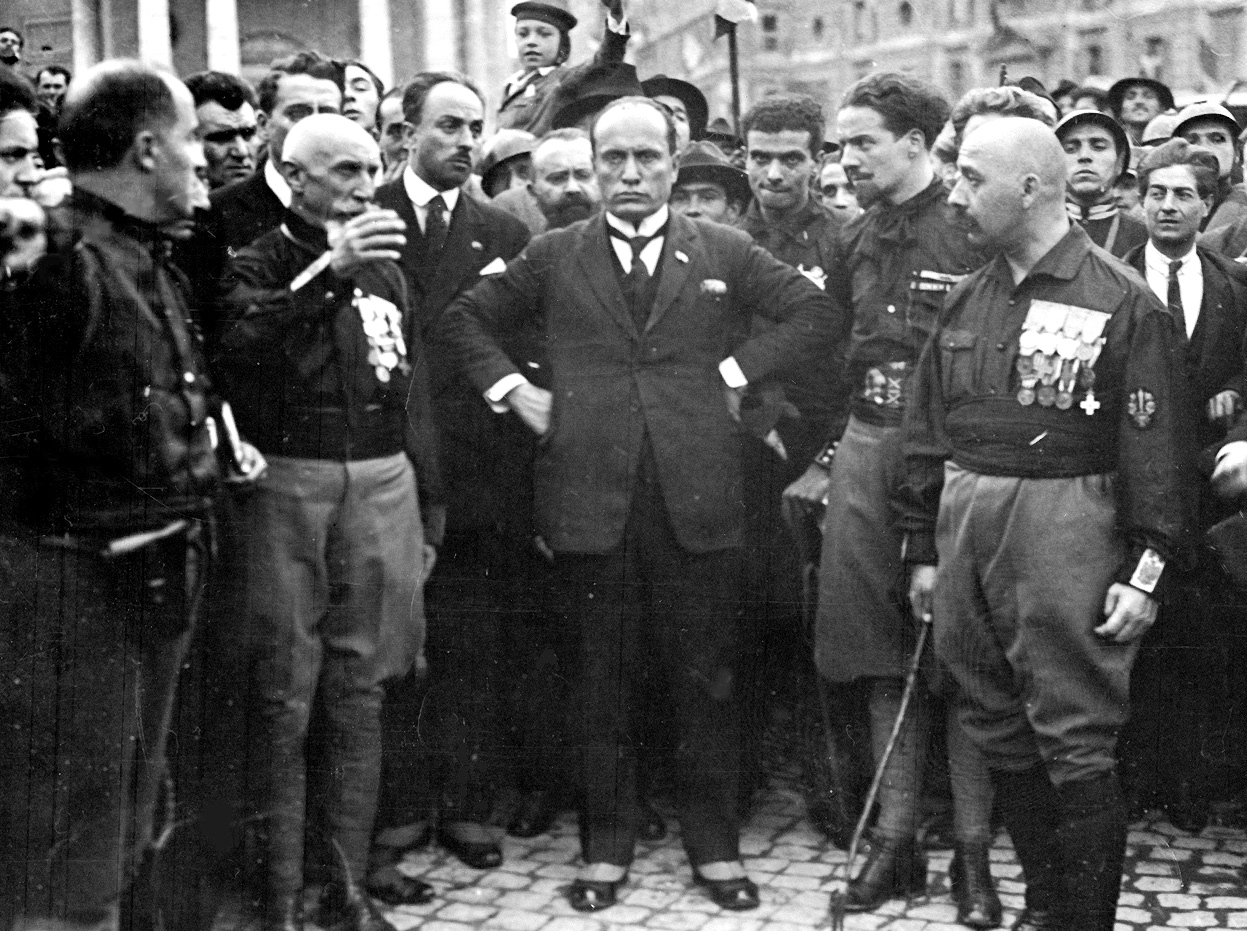
Cesare Maria De Vecchi, primo da destra durante la marcia su Roma.

Secondo Cesare Rossi, ebbe un ruolo decisivo nella strage di Torino, per la quale Mussolini tentò nei suoi confronti "provvedimenti di punizione. Dovette in seguito rinunciare a questi suoi propositi perché De Vecchi - deputato e sottosegretario e quindi coperto dall'immunità - ebbe modo e tempo di minacciare resistenze fasciste e di far muovere in sua difesa alcuni personaggi di Casa Reale sempre molto teneri per il De Vecchi, considerato gran paladino della Monarchia contro qualunque velleità repubblicana di Mussolini".
Nel dicembre 1922, nel I governo Mussolini fu Sottosegretario all'Assistenza militare e Pensioni di guerra e poi nel marzo 1923 al Tesoro. 
Nel gennaio 1923 divenne membro del Gran consiglio del fascismo e fu comandante generale della Milizia Volontaria per la Sicurezza Nazionale dal 1º febbraio 1923, fino al 10 luglio 1925.

### Governatore della Somalia
Dal 21 maggio 1923 al maggio 1928 fu governatore della Somalia italiana, una carica che lo allontanò dalla scena politica nazionale. Nel 1925 dal re ottenne il titolo di conte di Val Cismon (in ricordo del combattimento da lui sostenuto insieme con quattro suoi bombardieri al Ponte di Corlo nella Val Cismon nell'ottobre del 1918). Nel 1925 fu nominato dal re senatore del Regno, dopo un primo tentativo andato a vuoto nel 1924.

Stemma di Cesare Maria De Vecchi

Giunto in Somalia italiana, De Vecchi, trovò soltanto una parte del paese sotto il controllo del governo coloniale italiano, e provvide a portare sotto il controllo diretto anche i territori dei sultanati di Migiurtinia e di Obbia che erano fino ad allora protettorati, nonché a sopprimere rivolte come quella di El Hagi. Il giudizio sul suo operato in Somalia è controverso; da un lato riorganizzò e consolidò la colonia e raggiunse tutti i suoi obiettivi, dall'altro "portò [in Somalia] i metodi terroristici dello squadrismo fascista".

### Il ritorno in Italia
Dal giugno del 1929 fu il primo ambasciatore presso il Vaticano dopo i Patti Lateranensi, carica che mantenne fino al gennaio del 1935.
Ebbe anche importanti incarichi: commissario agli archivi di Stato (1934-1935), e soprattutto ministro dell'educazione nazionale (24 gennaio 1935-15 novembre 1936), dove incominciò a fascistizzare la scuola e soppresse il Consiglio superiore della pubblica istruzione.
Durante la sua carriera politica ricoprì anche l'incarico di membro della commissione per l'esame dei Patti Lateranensi (16 maggio 1929), membro della commissione per il giudizio dell'Alta Corte di Giustizia (27 dicembre 1929-19 gennaio 1934), (1º maggio 1934-24 gennaio 1935. Decaduto), membro della commissione consultiva per la determinazione degli enti che possono proporre candidati alle elezioni politiche (7 dicembre 1932), membro della commissione per la verifica dei titoli dei nuovi senatori (22 marzo 1933-19 gennaio 1934), membro della commissione per l'esame del disegno di legge "Costituzione e funzioni delle Corporazioni" (8 gennaio 1934), presidente della commissione per la verifica dei titoli dei nuovi senatori (30 aprile 1934-24 gennaio 1935. Decaduto), membro della commissione per il regolamento interno (1º maggio 1934-24 gennaio 1935. Decaduto), membro della commissione delle Forze Armate (17 aprile 1939-5 agosto 1943).
Fu anche presidente della giunta centrale per gli studi storici e della "Società Nazionale per la Storia del Risorgimento" (agosto 1933): in questa veste fu il fautore di un'ipotesi storica che fa incominciare il Risorgimento con l'assedio di Torino del 1706 e dà particolare importanza a Casa Savoia in questo movimento politico (approccio che fu poi etichettato "sabaudismo-fascismo").
La facoltà di lettere e filosofia dell'università di Torino gli conferì la libera docenza in storia del Risorgimento italiano. Fu anche socio nazionale dell'Accademia dei Lincei (6 maggio 1935-4 gennaio 1946), nonché presidente della Cassa di risparmio di Torino.

### Governatore del Dodecaneso

L'arrivo di De Vecchi a Rodi.

Nel 1936 si recò in visita a Rodi, per assistere ad alcune inaugurazioni, al suo ritornò avanzò a Mussolini la richiesta di assumere il governatorato dell'Egeo. Il Duce approvò la richiesta e De Vecchi divenne il 22 novembre "Governatore del Possedimento Italiano delle Isole dell'Egeo", fino al 27 novembre 1940. La motivazione di questo nuovo incarico fuori dall'Italia fu determinata dagli scontri che De Vecchi ebbe con Starace e Farinacci e quindi dall'inimicizia del partito nei suoi confronti, ma anche, come annotò Galeazzo Ciano, dalla necessità di "allontanare l'uomo dall'Italia pur affidandogli una carica prestigiosa".
Quale governatore del Dodecaneso De Vecchi perseguitò la popolazione locale (avendo così l'effetto di ravvivare l'irredentismo greco nelle isole), applicò con livore le leggi razziali, soppresse le autonomie religiose, ripristinò usi violenti tipici dello squadrismo e si distinse per arroganza e stravaganza.
Nel proprio Diario (1937-1943), il 6 marzo 1940 Ciano annotava di nuovo "Per la prima volta ho trovato uno che vuole fare subito la guerra con i Tedeschi contro la Francia e Inghilterra. Questi è nientedimeno che l'intrepido Cesare Maria de Vecchi di Val Cismon! Gli americani dicono che ogni minuto nasce un imbecille: basta trovarlo. Questa volta l'ho trovato. È soprattutto un vanesio che sogna maresciallati e collari e spera conquistarli col sangue degli altri."

Il 15 agosto 1940, ben prima della dichiarazione ufficiale italiana di guerra alla Grecia (28 ottobre 1940), il sommergibile italiano Delfino silurò presso l'isola di Tino un vecchio incrociatore leggero greco, l'Elli, che partecipava in rappresentanza del Governo greco a una festività. Ebbe numerosi attriti con gli stati maggiori e anche con Badoglio, allora capo di stato maggiore generale, a causa degli scarsi rifornimenti che venivano mandati alle isole.

Truppe italiane schierate per l'arrivo del nuovo governatore De Vecchi.

### La seconda guerra mondiale
Nel dicembre del 1940 al suo rientro in Italia, De Vecchi non ebbe più alcun incarico ufficiale sino al luglio del 1943 e rimase solo membro del Gran Consiglio come lo era dalla sua fondazione. Nel corso della seconda guerra mondiale fu promosso generale di brigata. Il 24 luglio del 1943, convocato per la seduta del "Gran Consiglio del Fascismo", votò in favore dell'ordine del giorno Grandi, che esautorava Benito Mussolini dal suo ruolo di capo del governo e comandante delle Forze Armate.
Promosso generale di divisione, il 1º agosto il governo Badoglio gli assegnò il comando della 215ª Divisione costiera in Toscana e De Vecchi pose il comando a Massa Marittima. Dopo l'armistizio dell'8 settembre 1943, nel corso della Battaglia di Piombino, autorizzò l'ingresso nel porto di Piombino alle forze tedesche, contro il parere del comandante di Marina Piombino, e vietò ogni atto di resistenza a queste ultime. Ciononostante unità della Regia Marina e del Regio Esercito sostenute dalla popolazione locale, agendo d'iniziativa, impedirono lo sbarco tedesco, catturando oltre 300 soldati della Wehrmacht. Il giorno seguente De Vecchi ordinò di liberarli e restituire loro le armi, dopo di che firmò la resa della sua Divisione ai tedeschi, consegnando così la città di Piombino ai tedeschi. Il 13 settembre, grazie ad un lasciapassare fornitogli dal maresciallo Albert Kesselring, fuggì verso il nord Italia riparando in Piemonte.
Per aver votato l'Ordine del Giorno Grandi il 25 luglio, dopo la liberazione di Benito Mussolini dopo la costituzione della RSI, De Vecchi fu condannato a morte in contumacia nel processo di Verona, ma fu nascosto dai salesiani in una chiesa di Torino.

### Nel dopoguerra
Ricercato alla fine della guerra dalle autorità italiane, De Vecchi rimase nascosto presso i salesiani che nel dicembre 1946 lo trasferirono a Roma. Procuratosi un passaporto paraguaiano, si trasferì nel giugno 1947 in Argentina.
Ritornò in Italia solo nel giugno 1949, dopo che la Cassazione aveva cancellato senza rinvio la sentenza della corte d'appello di Roma II Sezione Speciale con la quale era stato condannato a 5 anni di reclusione, per aver promosso e diretto la marcia su Roma, con le attenuanti generiche e l'attenuante di cui all'art .7, lett. b) del DLL 27-7-44, n. 159, che furono condonati. Nel dicembre di quell'anno ebbe un attacco di emorragia cerebrale, che lo rese afasico ed emiplegico. Rimase così fino alla morte, sopravvenuta nel 1959, ricevendo poi sepoltura a Rodi.

## Riconoscimenti e medaglie

De Vecchi al matrimonio della figlia Pia col tenente Roberto Ventura, 1939.

A De Vecchi furono conferite tre medaglie d'argento e due di bronzo al valor militare sul campo. Ottenne anche una medaglia di bronzo al valore civile, con motivazione del 27 ottobre 1922.
Fu inoltre Commendatore dell'Ordine della Corona d'Italia 11 giugno 1922, Grande cordone dell'Ordine della Corona d'Italia 18 novembre 1923, Commendatore dell'Ordine dei santi Maurizio e Lazzaro 17 dicembre 1922, Grande cordone dell'Ordine dei S.S. Maurizio e Lazzaro 24 giugno 1929, Cavaliere dell'Ordine militare di Savoia, medaglia di bronzo al valor Civile, Grande ufficiale dell'Ordine coloniale della Stella d'Italia, e dal Vaticano nel 1935 il collare dell'Ordine dello Sperone d'oro.

## Opere
- Relazione sul progetto di bilancio della Somalia italiana per l'esercizio finanziario 1925-1926, Mogadiscio 1924
- Orizzonti d'Impero. Cinque anni in Somalia, Milano 1935
- La bonifica fascista della cultura, Milano 1937
- La politica sociale verso gli indigeni e modi di collaborazione con essi, Rodi 1938
- Amedeo di Savoia, Viceré d'Etiopia, 1942
- Il quadrumviro scomodo. Il vero Mussolini nelle memorie del più monarchico dei fascisti (a cura di Luigi Romersa), Milano 1983

## Nella cultura di massa
- Nella serie tv del 2024 La lunga notte - La caduta del Duce Cesare Maria De Vecchi è interpretato da Paolo Fosso.